# 金本和起
金本 和起（かねもと かずき、本名：キム・キジュ、1975年11月7日 - ）は、日本で活動するミュージカル俳優である。大韓民国出身で現在は日本在住。劇団四季所属。

## 来歴
4人姉弟の末っ子として育ち、高校卒業後は経営学部の大学に進学し、公認会計士を志望していた。しかし元々音楽家志望だったこともあり、オペラ歌手の姉の進言により25歳からソウル大学校声楽科へ入学し再び大学生として4年間過ごした。大学卒業後はドイツや韓国でオペラ公演に出演するなどの活動を経て2006年劇団四季オーディションに合格し、劇団四季へ入団した。同期入団には金原美喜がいる。自身の31歳の誕生日でもある同年11月7日のライオンキングソウル公演でのプンバァ役が四季での初舞台出演となった。2007年11月10日に大阪四季劇場で上演されたオペラ座の怪人大阪公演のアンサンブル1枠役が日本での初舞台出演となり、以降は歌演目を中心に様々な作品に出演している。

## 主な出演作品
- ライオンキング（プンバァ）
- オペラ座の怪人（アンサンブル1枠、ムッシュー・フィルマン、ジョセフ・ブケー）
- ジーザス・クライスト＝スーパースター（カヤパ）
- 壁抜け男（B氏/警官/看守/ファシスト）
- ガンバの大冒険（ノロイ）
- リトルマーメイド（トリトン）
- キャッツ（オールド・デュトロノミー）
- ノートルダムの鐘（アンサンブル6枠）